# Flex (časopis)
Flex je americký kulturistický magazín, vydávaný společností American Media, Inc..
Založen byl v roce 1983 Joem Weiderem, lokální verze je šířena po celém světě (ale vydání v každém státě má cílené reklamy na daný stát). První číslo vyšlo v dubnu 1983 a na přední straně časopisu byl Chris Dickerson. Flex je partnerským časopisem Muscle & Fitness, s větším zaměřením na profesionální kulturistiku.